# Luxembourg au Concours Eurovision de la chanson 1987
Le Luxembourg a participé au Concours Eurovision de la chanson 1987, le 9 mai à Bruxelles. C'est la 31e participation luxembourgeoise au Concours Eurovision de la chanson.
Le pays est représenté par Plastic Bertrand et la chanson Amour, Amour, sélectionnés en interne par RTL Télévision.

## Sélection interne
Le radiodiffuseur luxembourgeois, RTL Télévision, choisit l'artiste et la chanson en interne pour représenter le Luxembourg au Concours Eurovision de la chanson 1987.
| Artiste          | Chanson      | Langue   |
| ---------------- | ------------ | -------- |
| Plastic Bertrand | Amour, Amour | Français |

Lors de cette sélection, c'est la chanson Amour, Amour, interprétée par Plastic Bertrand, qui fut choisie. 
Le chef d'orchestre sélectionné pour le Luxembourg à l'Eurovision est Alec Mansion.

## À l'Eurovision

### Points attribués par le Luxembourg
| 12 points | France      |
| 10 points | Irlande     |
| 8 points  | Pays-Bas    |
| 7 points  | Grèce       |
| 6 points  | Allemagne   |
| 5 points  | Belgique    |
| 4 points  | Italie      |
| 3 points  | Suisse      |
| 2 points  | Finlande    |
| 1 point   | Royaume-Uni |

### Points attribués au Luxembourg
| 12 points | 10 points | 8 points | 7 points                 | 6 points |
| --------- | --------- | -------- | ------------------------ | -------- |
|           |           |          |                          |          |
| 5 points  | 4 points  | 3 points | 2 points                 | 1 point  |
|           |           |          | - Portugal - Royaume-Uni |          |

Plastic Bertrand interprète Amour, Amour en treizième position lors de la soirée du concours, suivant les Pays-Bas et précédant le Royaume-Uni.
Au terme du vote final, le Luxembourg termine 21e sur 22 pays, devant la Turquie, ayant reçu 4 points au total provenant des jurys britannique et portugais,. Le Luxembourg attribue ses douze points à la France.